# Танака Охіде
Тана́ка О́хіде (яп. 田中大秀, たなかおおひで; 1777—1847) — японський мовознавець, коментатор, мислитель течії кокуґаку.
Народився у провінції Хіда.
Псевдонім — Тіґусаен (Сад тисячі трав). Учень Мотоорі Норінаґи.
Автор трактатів «Коментарі до повісті про бамбукоруба», «Коментарі до щоденника з Тоси» тощо.